# Ventolá (Gerona)
Ventolá es una localidad española del municipio de Ribes de Freser, perteneciente a la provincia de Gerona, en la comunidad autónoma de Cataluña.

## Historia

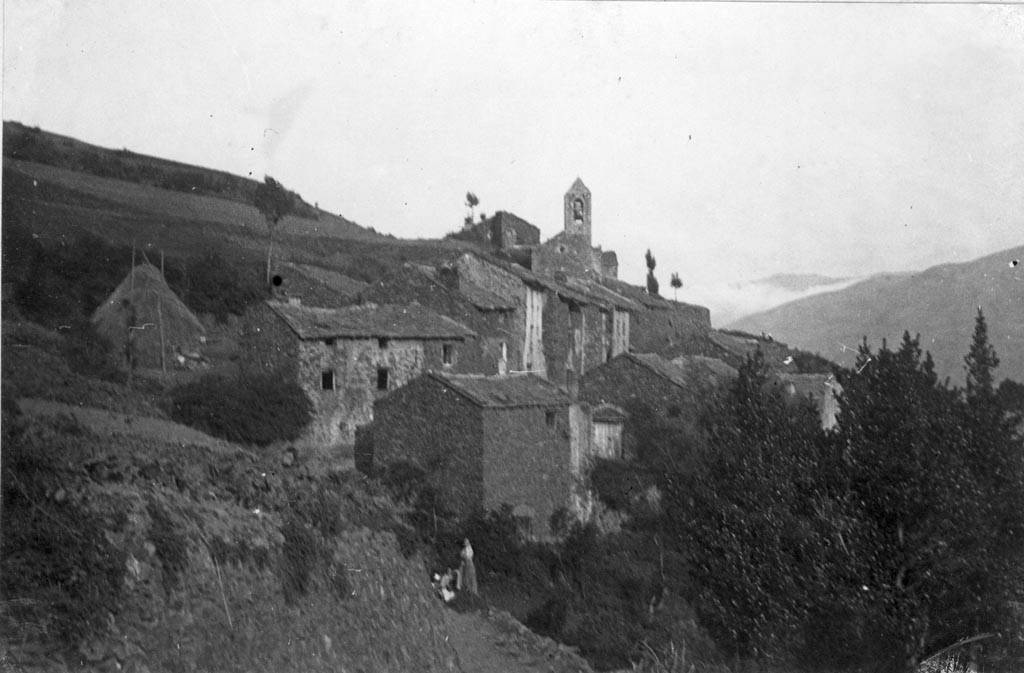
Vista de la localidad a finales del o comienzos del

A mediados del siglo XIX, el lugar, ya por entonces perteneciente al municipio de Ribas, tenía contabilizada una población de 100 habitantes. Aparece descrito en el decimoquinto volumen del Diccionario geográfico-estadístico-histórico de España y sus posesiones de Ultramar de Pascual Madoz de la siguiente manera:

VENTOLÁ: l. en la prov. de Gerona, part. jud. y ayunt. de Ribas, aud. terr., c. g. de Barcelona, dióc. de Seo de Urgel. Tiene 30 casas diseminadas, comprendidas entre Fustañá, Planolas, Queralps y la cab. del part., y una igl. parr. (San Cristóbal) servida por un cura de ingreso. prod.: las comunes del part. pobl.: 21 vec., 100 alm. cap. prod.: 749,600 rs. imp.: 18,740.
(Madoz, 1849, p. 664)

En la actualidad existen una entidad singular de población y un núcleo de población pertenecientes al municipio de Ribes de Freser llamados «Solà-Ventolà», con 43 y 30 habitantes empadronados respectivamente.